# Classe Colossus (porta-aviões)

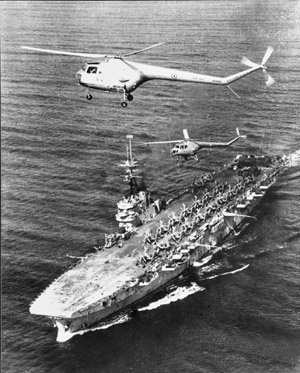
O HMAS Vengeance em 1953.

A Classe Colossus de porta-aviões identifica um grupo de navios da Marinha Real Britânica (Royal Navy). 

## Planejamento
Foi prevista a construção de um total de dezesseis navios. 
Dois dos navios da classe Colossus (HMS Perseus e HMS Pioneer) foram adaptadas para manutenção aeronáutica e a construção de outros cinco navios, foi suspensa, e completadas posteriormente como barcos da Classe Majestic. O HMS Leviathan um sexto navio a ser convertido teve a sua construção não concluída . 
Os cinco Majestics foram vendidas para as Marinhas do Commonwealth. 

## Estratégia
O naufrágio, em dezembro de 1941, do HMS Prince of Wales e do HMS Repulse por aviões baseados em terra, deixou claro a vulnerabilidade dos navios aos ataques aéreos, e demonstrou a necessidade urgente de um maior poderio aero-naval. 
A conversão de navios mercantes para esta finalidade foi considerada por algum tempo, mas foi rejeitada devido à grande necessidade de navios para transporte de cargas. 
A classe Colossus surgiu como uma solução para sanar a escassez crítica de aviões de combate embarcados. Estes navios tiveram o seu desenho baseado na Classe Illustrious, mas em tamanho reduzido, e com tempo de construção de dois anos. 
Os quatro primeiros navios tipo Colossus foram concluídas em dezembro de 1944, e imediatamente enviadas para o Extremo Oriente. Nenhum dos navios entrou em ação. 
Após a Segunda Guerra Mundial, os navios da classe foram utilizados como uma forma econômica para marcar a presença militar da Marinha Real Britânica. 
Alguns dos navios estiveram presentes na Guerra da Coreia. 
Muitos dos navios foram vendidos para Marinhas estrangeiras e continuaram em operação até a década de 1990.

## Navios da classe
| Nome                | Construtor                                   | Batimento de quilha    | Lançado                 | Fatalidade |
| ------------------- | -------------------------------------------- | ---------------------- | ----------------------- | --- |
| HMS Colossus (R15)  | Vickers-Armstrong                            | 1 de junho de 1942     | 30 de setembro de 1943  | Primeiro emprestado e em seguida vendido para a França. Renomeado Arromanches (R 95). Desmontado em 1978. |
| HMS Glory (R62)     | Harland & Wolff                              | 27 de agosto de 1942   | 27 de novembro de 1943  | Desmontado em 1961. |
| HMS Ocean (R68)     | Stephen & Sons                               | 8 de novembro de 1942  | 8 de julho de 1943      | Desmontado em 1962. |
| HMS Venerable (R63) | Cammell-Laird                                | 3 de dezembro de 1942  | 30 de dezembro de 1943  | Transferido para a Marinha Real Neerlandesa em 1948 e servindo com o nome de HNLMS Karel Doorman (R81), servindo até 1968 quando foi transferido para a Armada Argentina e servindo com o nome de ARA Veinticinco de Mayo (V-2), ficou em serviço até 1999 quando foi vendido para desmanche. |
| HMS Vengeance (R71) | Swan Hunter                                  | 16 de novembro de 1942 | 23 de fevereiro de 1944 | Atuou na Marinha Real Australiana (Royal Australian Navy) como HMAS Vengeance (R71) de 1953-1955. Vendido ao Brasil em 1956 e renomeado NAeL Minas Gerais (A-11). Desmontado em em 2004. |
| HMS Pioneer (R76)   | Vickers-Armstrong                            | 2 de dezembro de 1942  | 20 de maio de 1944      | Inicialmente nomeado como HMS Ethalion; depois HMS Marte e finalmente renomeado HMS Pioneer. Desmontado em 1954. |
| HMS Warrior (R31)   | Harland & Wolff Ltd.                         | 12 de dezembro de 1942 | 20 de maio de 1944      | Emprestada a Marinha do Canadá (Maritime Command), retornou para o Reino Unido em 1956 e foi vendido para a Armada Argentina para ser renomeado ARA Independencia (V-1), em 1958. Desmontado na década de 1970.                                                                               |
| HMS Theseus (R64)   | Fairfield Shipbuilding & Engineering Company | 6 de janeiro de 1943   | 6 de julho de 1944      | Desmontado em 1962. |
| HMS Triumph (R61)   | R. & W. Hawthorn Leslie & Company Ltd.       | 27 de janeiro de 1943  | 2 de outubro de 1944    | Desmontado em 1981. |
| HMS Perseus (R51)   | Vickers-Armstrong                            | 1 de junho de 1943     | 26 de março de 1944     | Originalmente designado como HMS Edgar, mas comissionado como HMS Perseus em 1945. Desmontado em em 1958. |